# Isolamento topografico

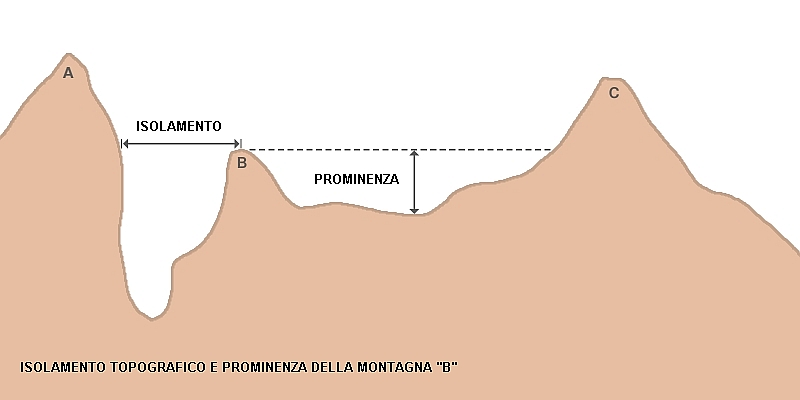
Isolamento e prominenza

In geografia, l'isolamento topografico di una vetta è la distanza minima tra quest'ultima e un punto di pari altitudine; tale distanza rappresenta il raggio di dominanza all'interno del quale tale picco è il punto più alto.

## Rilevanza del concetto
L'isolamento topografico è un dato rilevante come l'altezza o la prominenza per determinare l'importanza di una montagna. I monti con basso isolamento spesso sono monti sussidiari (anticime e/o sottocime) di altri principali; i monti il cui isolamento è alto, specie se sono anche di altezza elevata, hanno invece in genere una notevole importanza in quanto sono i punti più elevati di una vasta zona.

## Rilievi con il maggiore isolamento topografico
Essendo la vetta del monte Everest il rilievo più alto del mondo sul livello del mare (8848 m) non ha senso, nel suo caso, di parlare d'isolamento topografico in quanto non esiste alcun rilievo alla sua stessa altitudine.
La prima vetta del mondo con un isolamento topografico misurabile, e in assoluto il secondo del mondo, è quella dell'Aconcagua, nella cordigliera delle Ande: essa, oltre a essere il punto più alto delle Americhe e dell'emisfero australe, ha un raggio d'isolamento di circa 16520 km, corrispondenti alla distanza della più vicina vetta di altitudine superiore, quella del Tirich Mir nel massiccio dell'Hindu Kush in Pakistan.
| Rilievo                  | Località             | Altitudine | Prominenza | Isolamento |
| ------------------------ | -------------------- | ---------- | ---------- | ---------- |
| Everest                  | Cina e Nepal         | 8848 m     | 8848 m     | n/a        |
| Aconcagua                | Argentina            | 6962 m     | 6962 m     | 16520 km   |
| Monte McKinley           | Alaska               | 6194 m     | 6148 m     | 7451 km    |
| Kilimangiaro             | Tanzania             | 5895 m     | 5885 m     | 5562 km    |
| Puncak Jaya              | Indonesia            | 4884 m     | 4884 m     | 5264 km    |
| Vinson                   | Antartide            | 4892 m     | 4892 m     | 4911 km    |
| Orohena                  | Tahiti               | 2241 m     | 2241 m     | 4133 km    |
| Mauna Kea                | Hawaii               | 4205 m     | 4205 m     | 3947 km    |
| Monte Gunnbjørn          | Groenlandia          | 3694 m     | 3694 m     | 3254 km    |
| Cook                     | Nuova Zelanda        | 3754 m     | 3754 m     | 3140 km    |
| Thabana Ntlenyana        | Lesotho              | 3482 m     | 2390 m     | 3005 km    |
| Maunga Terevaka          | Isola di Pasqua      | 506 m      | 506 m      | 2836 km    |
| Monte Bianco             | Francia e Italia     | 4810 m     | 4697 m     | 2814 km    |
| Piton des Neiges         | Isola della Riunione | 3069 m     | 3069 m     | 2767 km    |
| Ključevskaja Sopka       | Russia               | 4750 m     | 4649 m     | 2748 km    |
| Pico de Orizaba          | Messico              | 5636 m     | 4922 m     | 2687 km    |
| Picco della Regina Maria | Tristan da Cunha     | 2060 m     | 2060 m     | 2665 km    |
| Whitney                  | Stati Uniti          | 4421 m     | 3071 m     | 2650 km    |
| Kinabalu                 | Borneo               | 4098 m     | 4098 m     | 2523 km    |
| Elbrus                   | Russia               | 5642 m     | 4741 m     | 2473 km    |
| Pico da Bandeira         | Brasile              | 2890 m     | 2640 m     | 2392 km    |
| Camerun                  | Camerun              | 4040 m     | 3901 m     | 2338 km    |
| Paget                    | Georgia del Sud      | 2915 m     | 2915 m     | 2269 km    |
| Mauga Silisili           | Samoa                | 1858 m     | 1858 m     | 2245 km    |
| Huascarán                | Perù                 | 6746 m     | 2776 m     | 2196 km    |

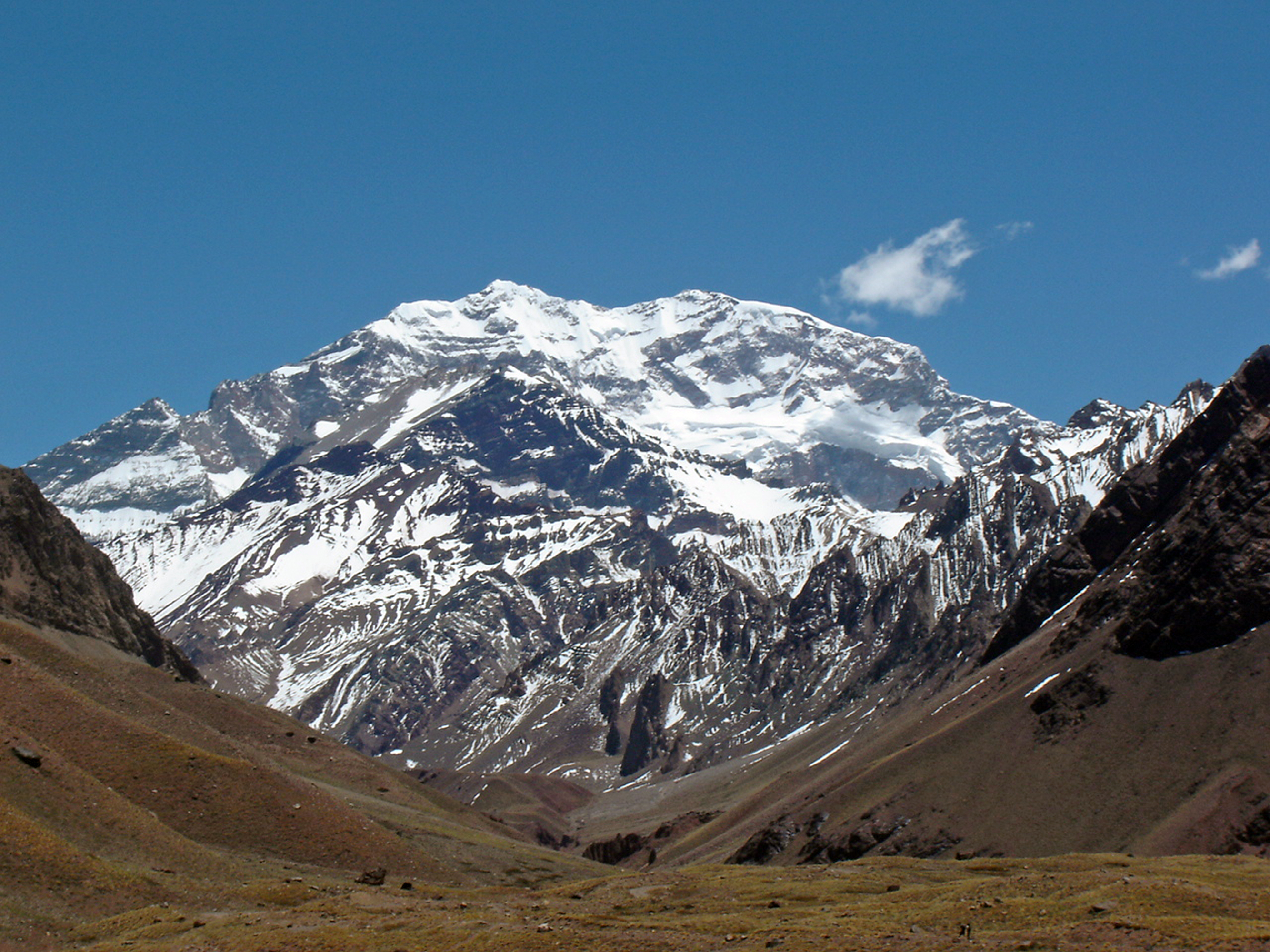
Monte Aconcagua, il 2º al mondo per isolamento topografico

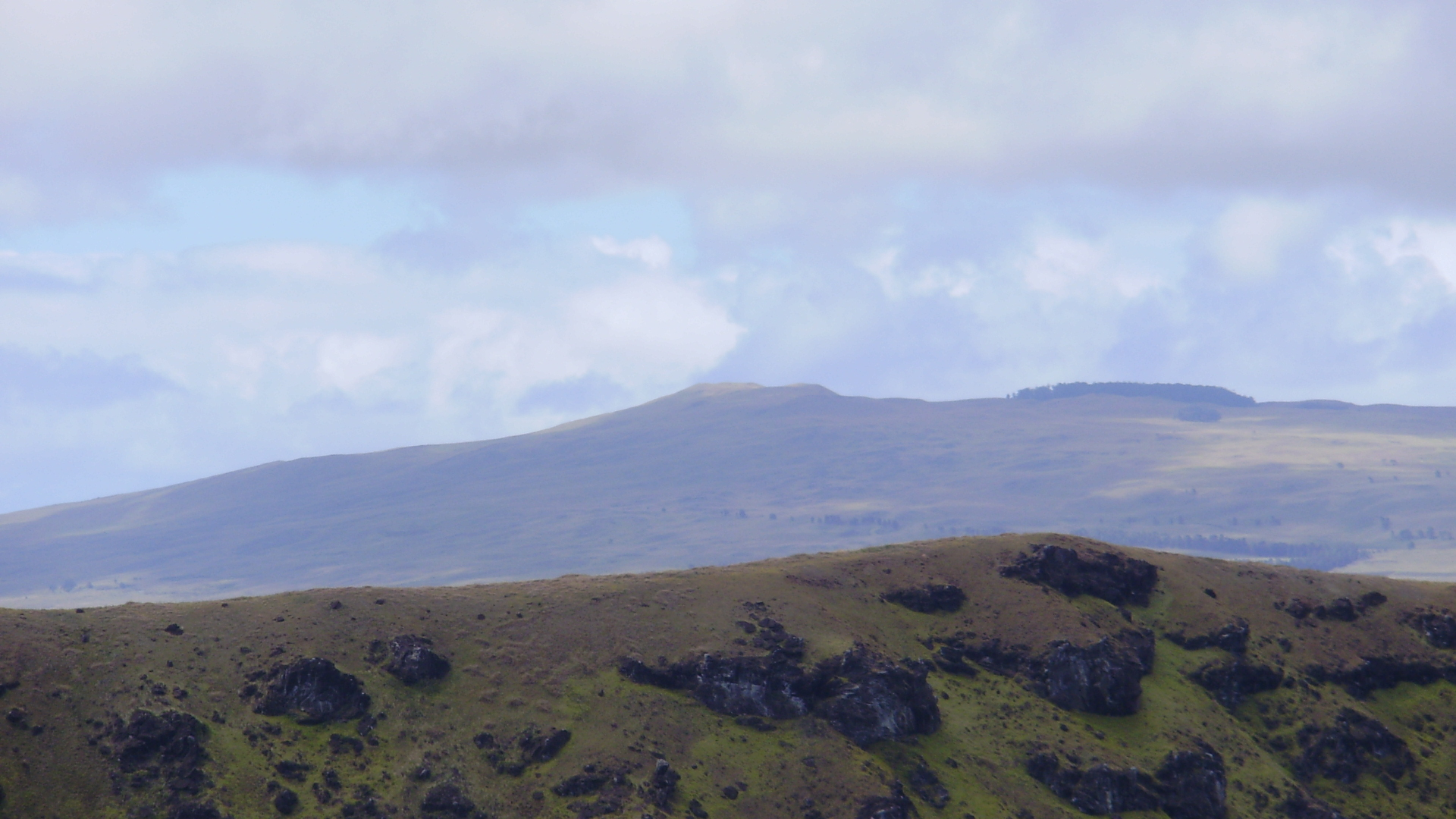
Il vulcano Ma′unga Terevaka (Isola di Pasqua), che con soli 506 m di quota è il 12º rilievo del mondo per isolamento topografico

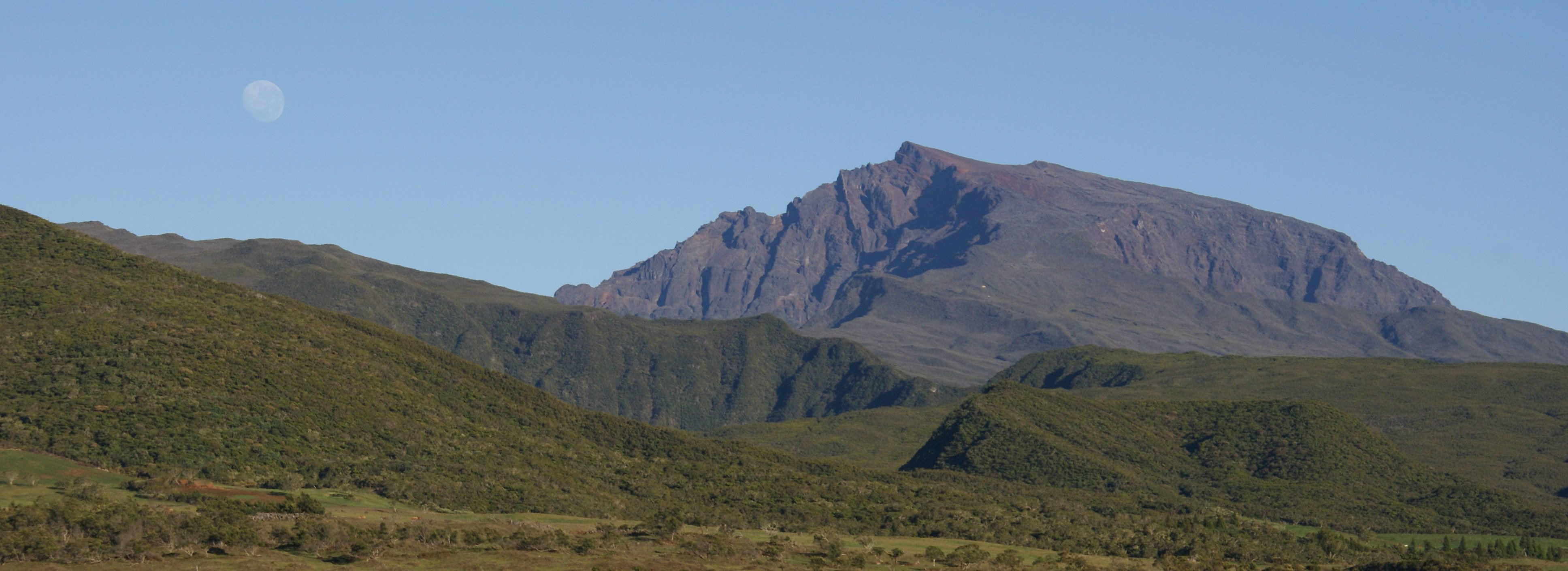
Piton des Neiges, la vetta più alta dell'isola di Riunione e la 14ª al mondo per isolamento topografico

Tra i primi 100 rilievi del mondo per isolamento 28 fanno anche parte della lista dei primi 100 rilievi per prominenza.

## Distribuzione per nazione
Segue un elenco delle sei nazioni del mondo dalla maggiore superficie territoriale con annotato a fianco il numero di montagne con un isolamento maggiore di 1000 km ricadenti nel loro territorio.
- Russia: 8,
- Canada: 0,
- Cina: 3 (tutte collocate sui confini nazionali),
- USA: 7,
- Brasile: 2,
- Australia: 4.